# جانين بيرمان
جانين بيرمان (بالألمانية: Janine Beermann)‏ هي لاعب هوكي الحقل ألمانية، ولدت في 20 نوفمبر 1983 في فوبرتال في ألمانيا.

## وصلات خارجية
- جانين بيرمان على موقع أوليمبيديا (الإنجليزية)